# Rio Buhalniţa (Bahlui)
O Rio Buhalniţa é um rio da Romênia afluente do Rio Bahlui, localizado no distrito de Iaşi.